# Solecardia rotunda
Solecardia rotunda ist eine Muschel-Art aus der Familie der Galeommatidae. Sie kommt im Mittelmeer vor.

## Merkmale
Die gleichklappigen Gehäuse haben eine Länge bis zu 2 mm und eine Höhe von 2 mm. Sie sind nur wenig gebläht, fast flach und im Umriss kreisförmig bis gerundet-dreieckig. Sie sind fast gleichseitig, der Vorderrand ist etwas stärker ausgebogen als der Hinterrand. Die sehr kleinen, halbkugeligen Wirbel liegen fast in der Mittellinie. Der hintere Dorsalrand ist schwach gebogen und leicht nach vorne geneigt. Er geht mit einem schwachen Winkel in den Hinterrand über. Der vordere Dorsalrand ist leicht konkav gebogen und fällt etwas steiler nach vorne ab. Der Hinterrand ist weit gebogen und geht mit etwas engerer Rundung in den Ventralrand über. Der Vorderrand ist nur schwach gewölbt, wirkt fast abgestutzt und geht gerundet in den Ventralrand über. Der Ventralrand ist weit gerundet. 
Das Ligament liegt extern, die Ligamentgrube ist klein, und ein Knorpel verläuft schräg nach innen. Die kurze, winklig-dreieckige Schlossplatte hat in der linken Klappe einen kleinen Hauptzahn und einen vorderen und einen hinteren, leistenförmigen Seitenzahn. Der vordere Seitenzahn ist länger, der hintere Seitenzahn endet zur Mitte hin angular. In der rechten Klappe sollen je zwei vordere und hintere, aber schmalere Seitenzähne vorhanden sein. Es sind zwei Schließmuskeln vorhanden. Die Eindrücke der Schließmuskeln sind aber nicht auszumachen. Auch die Mantellinie ist nicht sichtbar.
Die Schale ist dünn, aber fest und opak. Die Oberseite ist milchigweiß und glänzend. Die Ornamentierung besteht aus schwachen Anwachsstreifen, die zum vorderen Ende meist etwas kräftiger ausgebildet sind, auch zum Rand hin etwas kräftiger werden. Die Oberfläche ist unregelmäßig punktiert. Die leicht punktierte Innenseite ist glatt und wirkt poliert.

## Geographische Verbreitung und Lebensraum
Die Art wurde bisher nur im westlichen Mittelmeer nachgewiesen. Sie kommt dort in einer Wassertiefe von 86 bis 560 Meter vor.

## Taxonomie
Das Taxon wurde 1881 von John Gwyn Jeffreys in der ursprünglichen Kombination Scintilla rotunda publiziert. MolluscaBase führt die Art unter der Gattung Solecardia Conrad, 1849.